# Campionato asiatico maschile di pallacanestro 1979
Il 10º Campionato Asiatico Maschile di Pallacanestro FIBA si è svolto dal 30 novembre al 12 dicembre 1979 a Nagoya in Giappone. Il torneo è stato vinto dalla nazionale cinese.
I Campionati asiatici maschili di pallacanestro sono una manifestazione biennale tra le squadre nazionali del continente, organizzata dalla FIBA Asia.

## Squadre partecipanti
| Gruppo A                        | Gruppo B                                             | Gruppo C                                                  |
| ------------------------------- | ---------------------------------------------------- | --------------------------------------------------------- |
| - Bahrein - Cina - Iraq - India | - Corea del Sud - Filippine - Singapore - Thailandia | - Giappone - Bangladesh - Hong Kong - Malaysia - Pakistan |

## Classifica finale
| Pos | Squadra       | V-P |
| --- | ------------- | --- |
| 1   | Cina          |     |
| 2   | Giappone      |     |
| 3   | Corea del Sud |     |
| 4   | Filippine     |     |
| 5   | India         |     |
| 6   | Pakistan      |     |
| 7   | Malaysia      |     |
| 8   | Iraq          |     |
| 9   | Thailandia    |     |
| 10  | Singapore     |     |
| 11  | Hong Kong     |     |
| 12  | Bahrein       |     |
| 13  | Bangladesh    |     |